# Sréter István
Sréter István (Cserhátsurány, 1867. november 10. – Budapest, 1942. szeptember 2.) magyar altábornagy, honvédelmi miniszter, a (szandai) Sréter család leszármazottja.

## Élete
A bécsújhelyi katonai akadémia elvégzése után előbb a közös hadseregben szolgált, majd átlépett a honvédség kötelékébe. Az I. világháború végén, mint ezredes 1918 júniusától augusztusáig budapesti városparancsnok-helyettes volt. 1919. április 24-én letartóztatták a Tanácsköztársaság ellen szervezett fegyveres akció miatt. 1919. augusztus 9-én Habsburg József főherceg a Dunántúl parancsnokává, majd Horthy Miklós a székesfehérvári hadosztály parancsnokává nevezte ki. 
1920. július 19-étől 1920. december 16-áig, az első Teleki-kormány idején honvédelmi miniszter volt. A Vitézi rendben Pest-Pilis-Solt-Kiskun vármegye, Nógrád vármegye és Hont vármegye, valamint Budapest, székesfőváros „vitézi törzskapitánya” volt. 
A 20-as évek végén az aktív szolgálatból visszavonult és történeti tanulmányokkal foglalkozott.

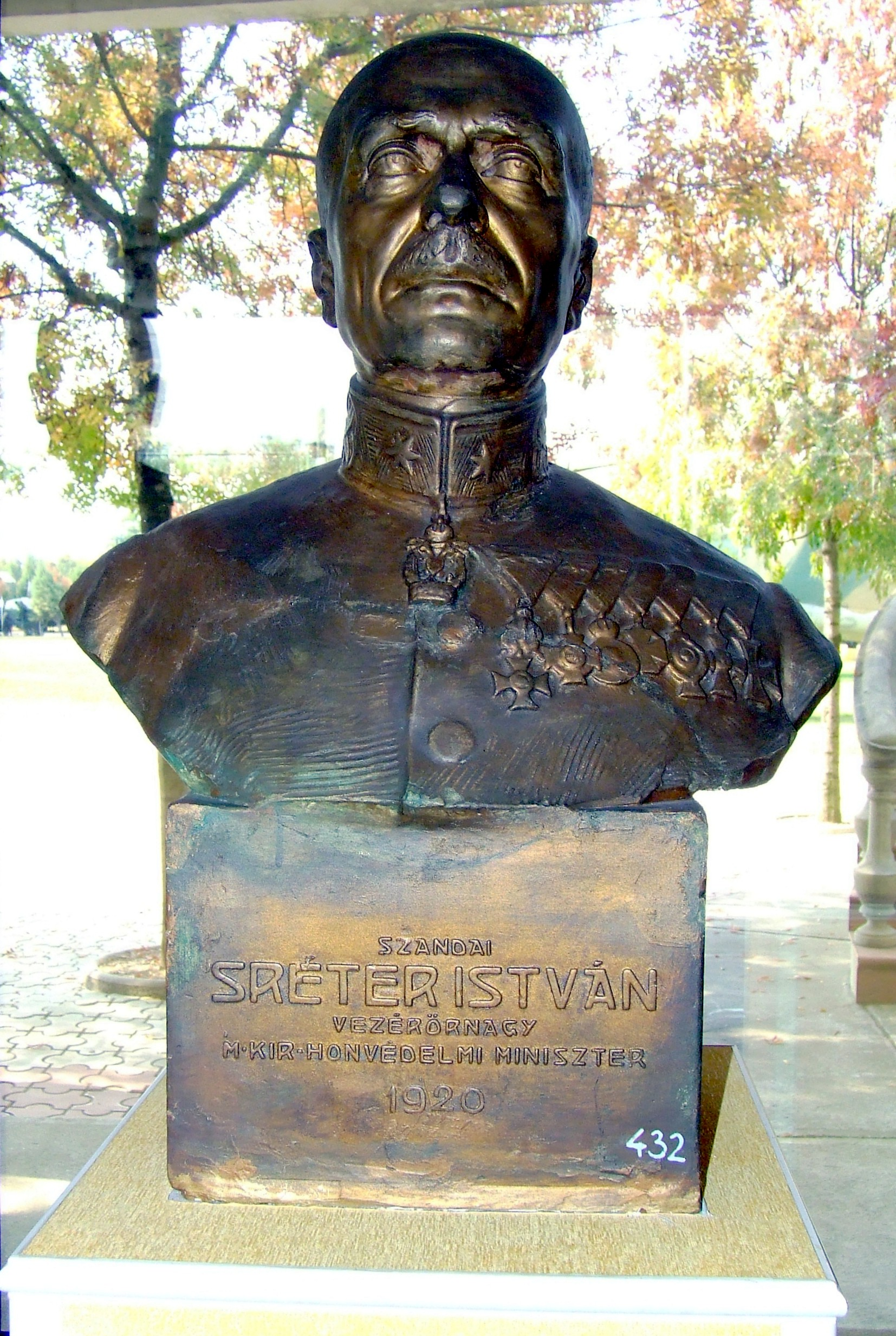
Sréter István mellszobra a keceli haditechnikai parkban

## Művei
- Furcsa! Te mindent meglátsz! Képek a nagy világégésből; Honvédelmi Sajtóvállalat, Bp., 1920
- A badeni hadseregfőparancsnokság 1918. októberben és a hadsereg felbomlása; Papíráru- és Nomdaipari Szövetkezet, Bp., 1922
- Összeomlás az albán arcvonalon; Stádium, Bp., 1924
- Nem, nem, soha! Tanulmány a lord Rothermere sajtó-actió alátámasztására; Viktória Ny., Bp., 1927
- Megjegyzések Pethő "Görgey Artur" c. művére; Bocskay Könyvkereskedés, Bp., 1930